# Luigi Ossola
Luigi Ossola (Varese, 9 de junho de 1938 - 7 de julho de 2018) foi um jogador de futebol italiano.

## Carreira
Ele jogou por 4 temporadas (76 jogos, 7 gols) na Serie A para A. S. Varese 1910 e A. S. Roma.
Seu irmão mais novo, Aldo Ossola foi muito bem sucedido como jogador de basquete.
Morreu em 7 de julho de 2018.